# Himno Nacional Mexicano

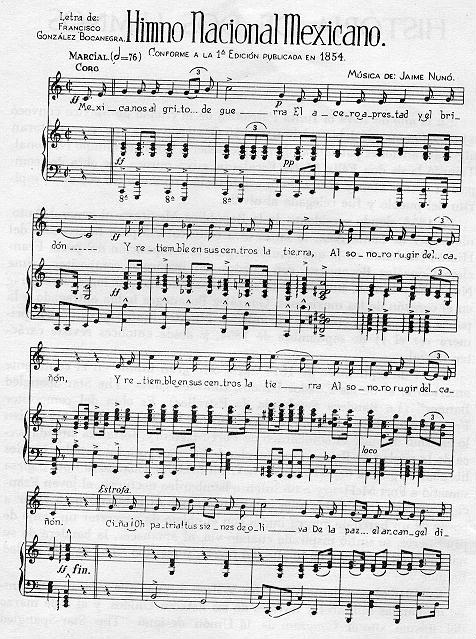

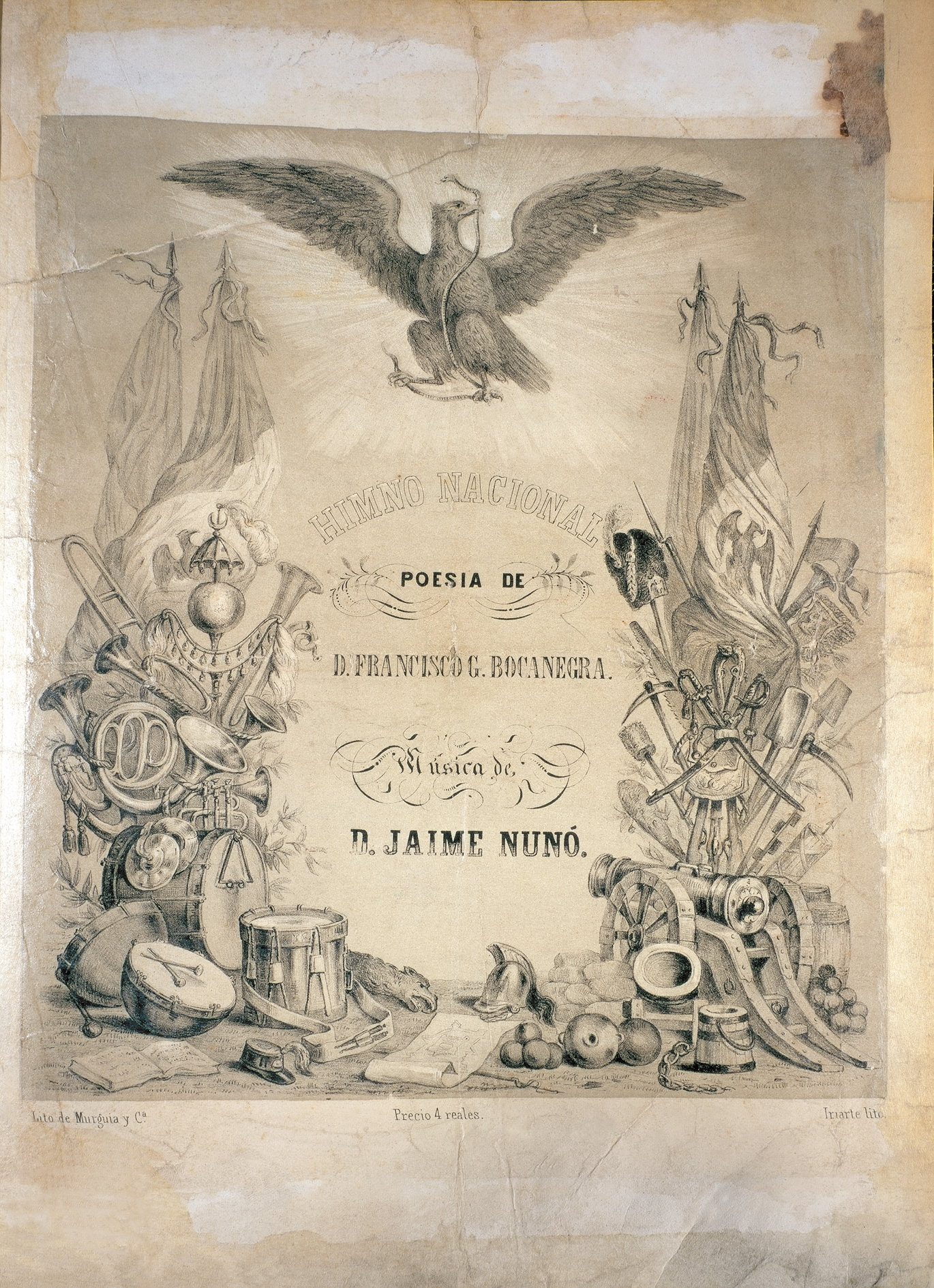

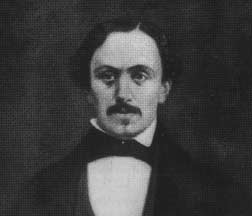
Francisco González Bocanegra

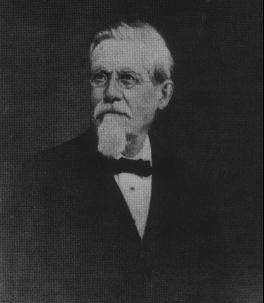
Jaime Nunó

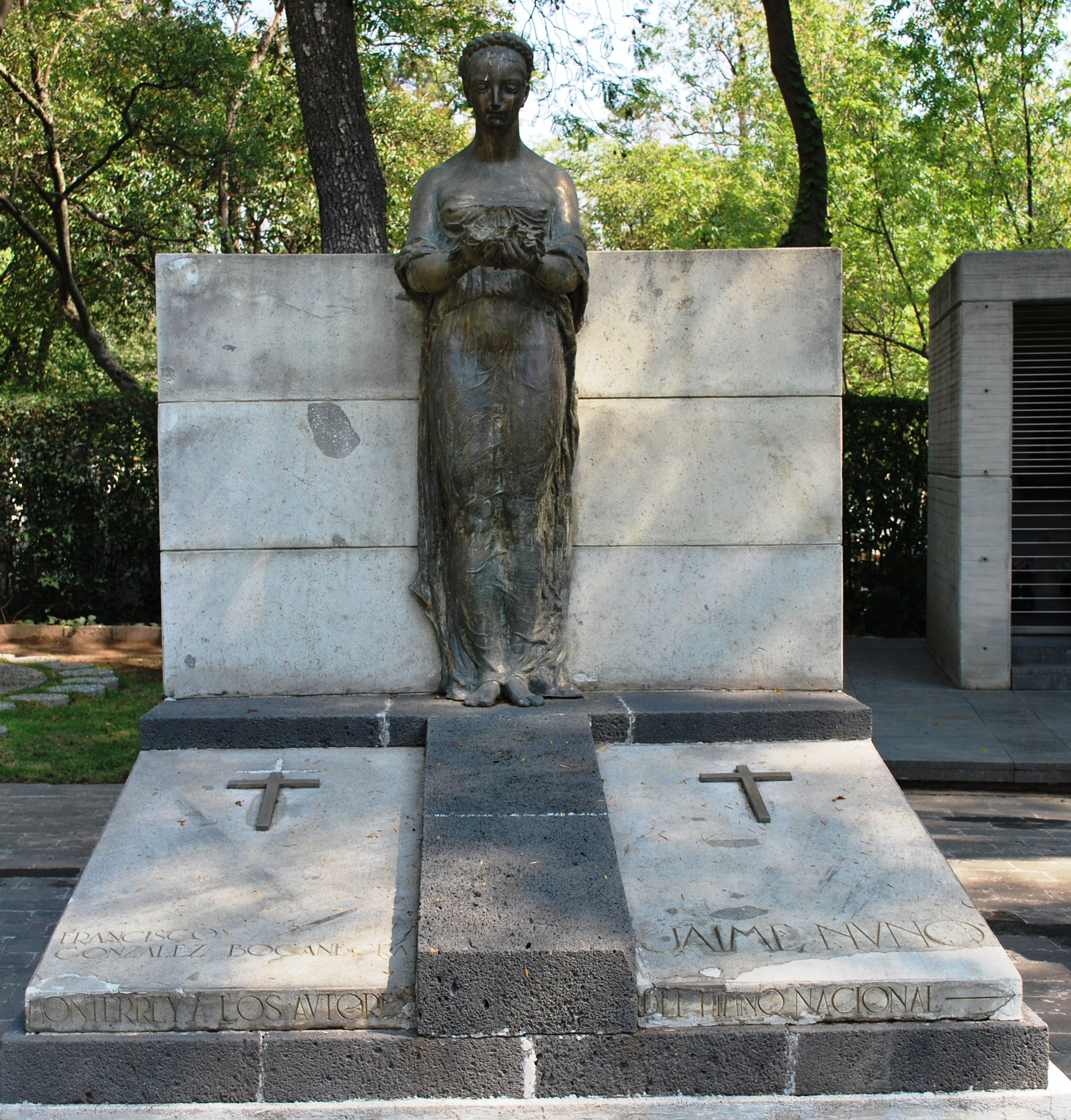

Die Himno Nacional Mexicano ist seit 1943 die offiziell bestätigte mexikanische Nationalhymne. Als Titel wird oft die erste Zeile des Textes verwendet: Mexicanos, al grito de guerra („Mexikaner, beim Ruf zum Krieg“). Die Hymne wurde bereits seit 1854 offiziell genutzt.
Der Text hat fünf Strophen zu je zweimal vier Zeilen und einen Refrain zu vier Zeilen. Bei offiziellen Anlässen werden normalerweise nur die ersten beiden Strophen gesungen.

## Geschichte
Der Text, der zur Verteidigung des Landes ruft und über die mexikanischen Siege berichtet, wurde von dem Dichter Francisco González Bocanegra im Jahr 1853 geschrieben, während er von seiner Verlobten in einem Raum eingesperrt war. Die Musik entstand 1854 durch den Komponisten Jaime Nunó zum Text von Bocanegra.
Die endgültige Nationalhymne ist das Ergebnis eines Wettbewerbs, der durch den elfmaligen Staatspräsidenten General Antonio López de Santa Anna ausgeschrieben worden war.
Zum ersten Mal öffentlich aufgeführt wurde die Hymne am 15. September 1854, dem Vorabend des mexikanischen Nationalfeiertags zur Unabhängigkeit, aber erstmals 1910 bei den Feierlichkeiten zum hundertjährigen Jubiläum der mexikanischen Unabhängigkeit als Nationalhymne verwendet.
Die ursprünglich aus 10 Strophen (zu je 8 Zeilen) bestehende Hymne wurde durch einen Erlass vom 20. Oktober 1943 auf die heutige Form gekürzt, die in Artikel 57 des Gesetzes über das Staatswappen, die Flagge und die Nationalhymne (spanisch Ley sobre el Escudo, la Bandera y el Himno Nacionales) geregelt ist. Entfernt wurden unter anderem die Strophen IV und VII, in denen den politisch längst in Ungnade gefallenen Antonio López de Santa Anna und Agustín de Iturbide gehuldigt wurde. Bei Zuwiderhandlung (also dem Singen der verbotenen Strophen) drohen empfindliche Geld- bzw. Freiheitsstrafen, die in Artikel 56 des bereits erwähnten Gesetzes über das Staatswappen, die Flagge und die Nationalhymne geregelt sind.

## Text
| Originaltext | Deutsche Übersetzung |
| --- | --- |
| Coro: Mexicanos, al grito de guerra el acero aprestad y el bridón. \|: Y retiemble en sus centros la tierra, al sonoro rugir del cañón.:\| | Refrain: Mexikaner, beim Ruf zum Krieg das Eisen und das Zaumzeug bereit \|: Auf dass die Erde in ihrem Innern erbebt durch den donnernden Schall der Kanone(n).:\| |
| Estrofa I: Ciña ¡oh Patria! tus sienes de oliva de la paz el arcángel divino, que en el cielo tu eterno destino por el dedo de Dios se escribió. Mas si osare un extraño enemigo profanar con su planta tu suelo, piensa ¡oh Patria querida! que el cielo \|: un soldado en cada hijo te dio.:\| | Strophe I: Es bekränzt, Oh Vaterland, deine Stirn mit den Olivenzweigen des Friedens des göttlichen Erzengels. Dein ewiges Schicksal wurde im Himmel durch den Finger Gottes geschrieben. Und wagt es ein fremder Feind mit seinem Fuß deinen Boden zu entweihen, denke, geliebtes Vaterland, daran, dass der Himmel dir \|: in jedem Sohn einen Soldaten gegeben hat.:\| |

## Noten

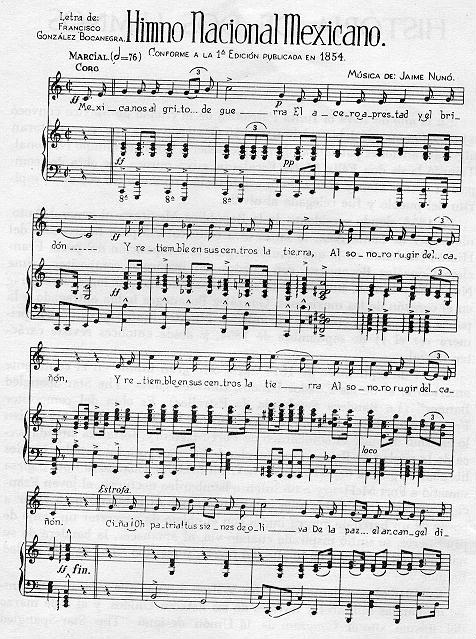
Notenblatt, Seite 1
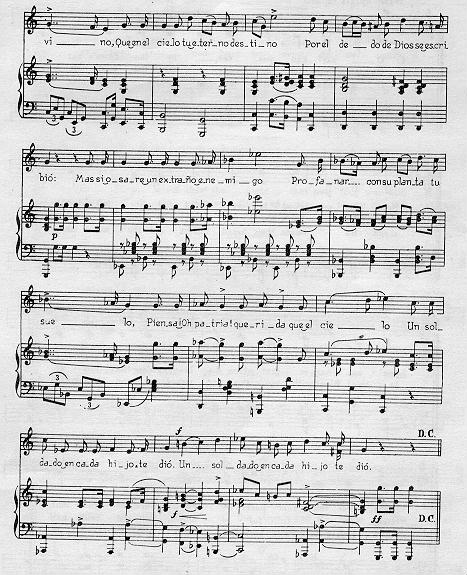
Notenblatt, Seite 2